# Pantserspitsmuis
De pantserspitsmuis (Scutisorex somereni) of Oeganda-schildspitsmuis is een zoogdier uit de familie van de spitsmuizen (Soricidae). De wetenschappelijke naam van de soort werd voor het eerst geldig gepubliceerd door Oldfield Thomas in 1910.

## Kenmerken

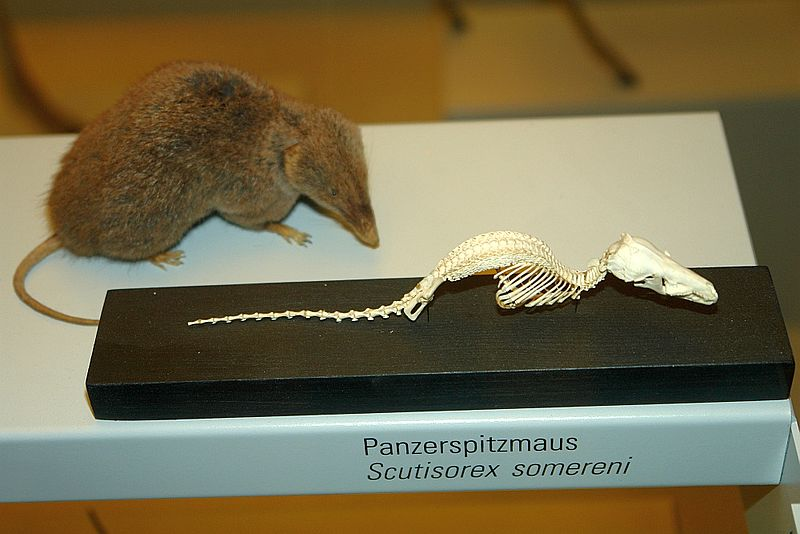
Opgezet exemplaar met gedeelte van het skelet met zichtbare ruggenwervels

Deze grote dichtbehaarde spitsmuis heeft een kenmerkende, gebogen, buitengewoon sterke rug, mede dankzij de wervels. Deze wervels zijn aan alle kanten voorzien van in elkaar grijpende lijsten en uitsteeksels, niet alleen aan de zijkant. De rug is zo sterk, dat gerapporteerd is dat een volwassen man enkele minuten op een exemplaar kon staan kennelijk zonder het dier te schaden. Het dier bezit een donkergrijze vacht. De lichaamslengte bedraagt 10 tot 15 cm, de staartlengte 6,5 tot 9,5 cm en het gewicht 70 tot 125 gram.

## Leefwijze
Het dier is een behendige klimmer. Zijn voedsel bestaat uit insecten, wormen, spinnen en soms ook aas.

## Verspreiding
De soort komt voor in de tropische bossen van Burundi, Congo-Kinshasa, Rwanda en Oeganda.